# Konrad von Kirchbach
Konrad von Kirchbach (* 6. Juli 1924 in Tiengen, Oberrhein; † 12. Januar 2020) war ein deutscher Bauingenieur.

## Leben
Nach dem Abitur leistete er Kriegsdienst bei der Marine. Von 1946 bis 1949 studierte er Bauingenieurwesen (Dipl.-Ing.) und nahm 1949 in Ludwigsburg den Vorbereitungsdienst für den höheren technischen Verwaltungsdienst auf. 1952 schloss er als Regierungsbaumeister ab. Von 1952 bis 1989 war er Beamter bei der Straßenbauverwaltung des Landes Baden-Württemberg, von 1978 an als Ministerialdirigent im baden-württembergischen Wirtschafts- bzw. Innenministerium war er deren Leiter. Er wirkte an wichtigen Projekten und Bauten in Baden-Württemberg mit. 
Er war seit über 50 Jahren im Vorstand der Vereinigung der Straßenbau- und Verkehrsingenieure (VSVI) in Baden-Württemberg engagiert. Von 1979 bis 1994 hat er sowohl als Vorsitzender der Landesvereinigung sowie als Präsidialmitglied der Bundesvereinigung der Straßenbau- und Verkehrsingenieure gewirkt. 
Als Honorarprofessor lehrte er an der Universität Stuttgart. 
Einer seiner Söhne ist der Jurist und Freiburger Bürgermeister Ulrich von Kirchbach.

## Ehrungen und Auszeichnungen
- Verdienstkreuz 1. Klasse des Verdienstordens der Bundesrepublik Deutschland (1989)
- Ehrenvorsitzender der Vereinigung der Straßenbau- und Verkehrsingenieure in Baden-Württemberg

## Schriften
- Die Entwicklung des Straßenbaus in Baden-Württemberg von 1945 bis 1995, Kirschbaum Bonn, 1998, ISBN 978-3781214576
- Zur Entwicklung der Strassen in Württemberg zwischen 1700 und 1918, Universität Stuttgart / Institut für Straßen- und Verkehrswesen, 2. Auflage 2000, ISBN 978-3980495837